# 斯塔夫基 (拉多梅什利區)
50°24′48″N 29°13′27″E / 50.41333°N 29.22417°E
斯塔夫基（烏克蘭語：Ставки）是烏克蘭北部的村莊，隸屬日托米爾州的日托米爾區。該村面積3.95平方公里，海拔高度158米，2001年人口1,170，人口密度每平方公里295.9人

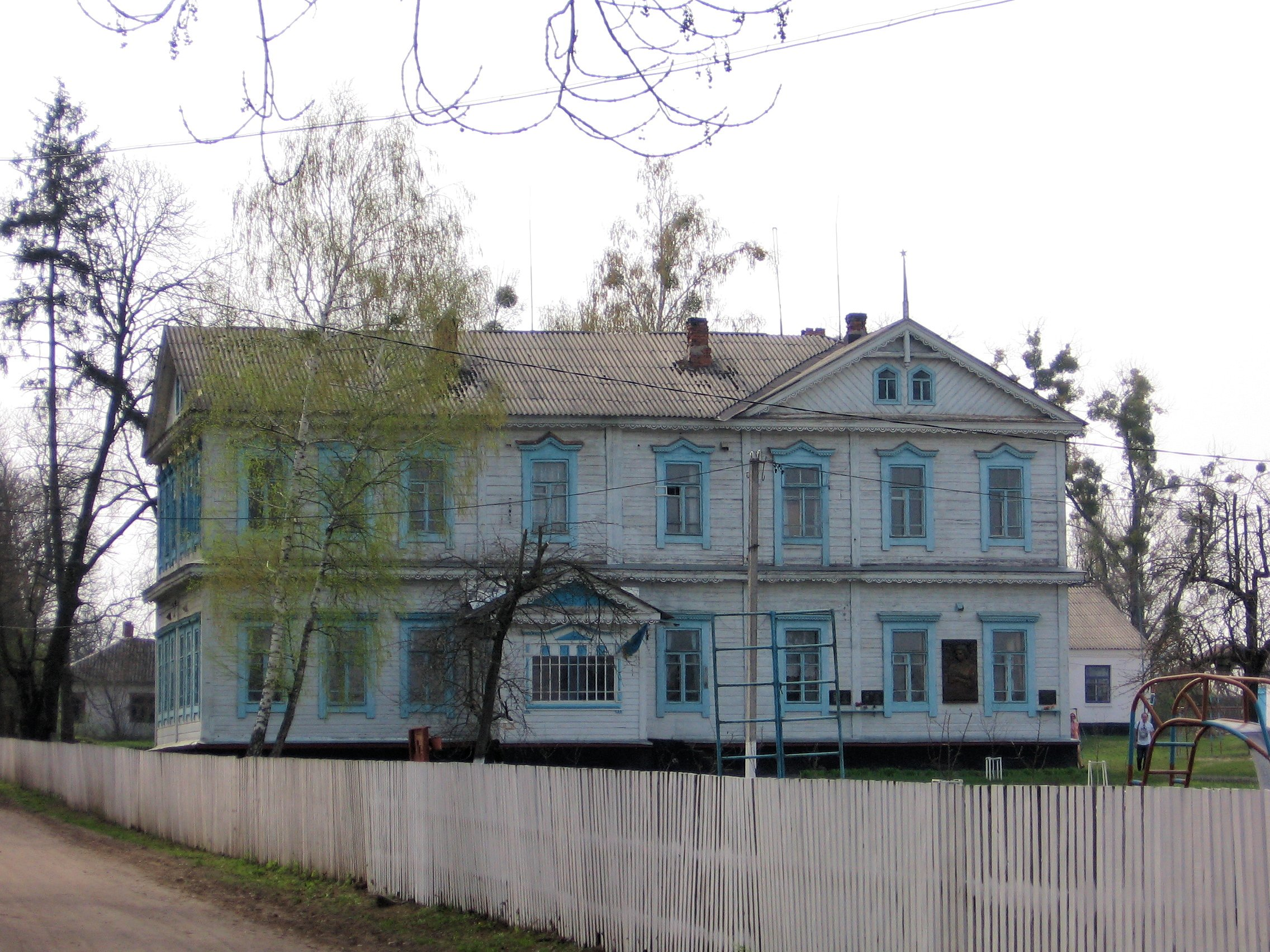